# Carliphisis
Carliphisis is een geslacht van rechtvleugeligen uit de familie sabelsprinkhanen (Tettigoniidae). De wetenschappelijke naam van dit geslacht is voor het eerst geldig gepubliceerd in 1992 door Jin.

## Soorten
Het geslacht Carliphisis omvat de volgende soorten:
- Carliphisis acutipennis Carl, 1908
- Carliphisis leontopolites Karny, 1931